# Бірюцький повіт
Бірюцький повіт — історична адміністративно-територіальна одиниця в складі Воронезького намісництво й Воронезької губернії, що існувала у 1779–1923 роках. Повітове місто — Бірюч.

## Географія
Повіт розташовувався в історичній області Слобідська Україна, у південно-західній частині Воронезької губернії, межував на заході з Курською губернією, на півдні — Валуйським повітом, на сході — Острогозьким повітом, на півночі — Коротоякським повітом. Площа повіту складала в 1897 3866,2верст²(4 400 км²).

## Історія
Повіт було створено в 1779 в складі Воронезького намісництва (з 1796 — Воронезької губернії).
За Законом «Про адміністративно-територіальний поділ України», що був ухвалений Українською Центральною Радою 6 березня 1918 року повіт мав увійти до землі Подоння.
Закон скасовано 29 квітня 1918 року гетьманом України Павлом Скоропадським, що повернув старий губернський поділ часів Російської імперії.
19 березня 1918 року центр Бірюцького повіту було перенесено в слободу Алексєєвка, а повіт перейменовано на Алексєєвський (скасовано в 1923).

## Населення
За даними перепису 1897 року в повіті мешкало 200 668 осіб (93 590 чоловіків та 93 997 — жінок). За національним складом: українці — 70,2 %, москалі — 29,2 %. У повітовому місті Бірюч мешкало 13 801 особа.

## Адміністративний поділ
На 1913рік повіт поділявся на волості:
| - Алексєєвка, - Алейніковська, - Варваровська, - Вєрхнє-Лубянська, - Вєерхнє-Покровська, - Вєрхо-Сосєнська, - Вєсєловська, - Волоконовська, - Засосєнська, - Іващєнковська, | - Іловська, - Лівенська, - Луцєнковська, - Матрєно-Гєзєвська, - Наголінська, - Палатовська,, - Старо-Івановська, - Успєнська, - Харьковська, | - Хмєлєвська, - Шєлякінська, - Щєрбаковська, |